# Talapoptera duplexa
Talapoptera duplexa är en fjärilsart som beskrevs av Moore 1882. Talapoptera duplexa ingår i släktet Talapoptera och familjen nattflyn. Inga underarter finns listade i Catalogue of Life.